# Garcinia lujai
Garcinia lujai är en tvåhjärtbladig växtart som beskrevs av De Wild.. Garcinia lujai ingår i släktet Garcinia och familjen Clusiaceae. Inga underarter finns listade i Catalogue of Life.